# Johannes von Katavas
Johannes von Katavas (griechisch Ιωάννης Καταβάς) war ein Feudalherr und Regent des Fürstentums Achaia im 13. Jahrhundert.
Er war ein Vasall von Godefroy II. von Bruyères, dem Baron von Karytaina. In der Schlacht von Prinitza im Jahr 1264 gelang es ihm, die Byzantiner in der Unterzahl zu besiegen.
Er hatte Rheumatismus.